# Tainter
Tainter – miasto w Stanach Zjednoczonych, w stanie Wisconsin, w hrabstwie Dunn.